# Ásla Johannesen
Ásla Johannesen (født 9. maj 1996) er en færøsk fodboldspiller, der spiller for AGF Fodbold (kvinder) og Færøernes kvindefodboldlandshold.